# Jonathan Goodwin (illusionista)
Jonathan Goodwin (Pembrokeshire, 20 febbraio 1980) è un illusionista e stuntman britannico di origini gallesi.
La sua prima apparizione televisiva fu su Channel 4, nel programma Dirty Tricks; in seguito apparì negli speciali televisivi The Seven Stupidest Things to Escape From, Deathwish Live, One Way Out e How Not to Become Shark bait in cui si fece attaccare da uno squalo caraibico, il Carcharhinus perezi. Goodwin ritornò su Discovery Channel nel 2009 per One Way Out (serie tv in dieci parti) che vide anche la partecipazione dell'ingegnere Terry Stroud. Egli è anche apparso in un episodio di Balls of Steel (Channel 4) con suo padre che lo aiutava in uno stunt..
L'11 settembre 2012, venne annunciato che Jonathan Goodwin sarebbe apparso in sua serie, intitolata The Incredible Mr. Goodwin, su Watch. Lo show, che includeva una larga varietà di stunt, dalle scalate sui grattacieli ai "planking estremi", venne trasmesso agli inizi del 2013. Venne anche trasmesso su Dave e su BBC America (con il titolo as Dangerman: The Incredible Mr. Goodwin; trasmesso da luglio 2013).
Il 9 marzo 2013 apparì a The Jonathan Ross Show ed effettuò uno stunt in cui era sdraiato, appoggiato su un solo chiodo, mentre una ragazza rompeva un blocco di cemento, con una mazza, sul suo petto.

## Fughe celebri
Goodwin divenne famoso quando uno stunt in diretta al Cheating the Gallows andò storto ed egli rimase impiccato. Sopravvisse all'incidente, subendo solo bruciature minori causate dalla corda. Goodwin è stato bruciato vivo, chiuso in una scatola con duecento mila api, messo nel calcestruzzo, bruciato sul rogo, sigillato in una borsa ermetica dell'aspirapolvere e cucito all'interno di una mucca morta, citando solo alcune delle sue imprese.

## One Way Out
Goodwin apparì nella serie tv in dieci parti su Discovery Channel nell'aprile 2008, One Way Out, nella cui effettuò molte fughe di successo, tra cui uscire da una scatola chiusa al cui interno, oltre a lui, erano presenti 200 000 api e scappare da una gru sospesa ad un'altezza di 9 metri dal suolo.